# Adriaen van de Velde

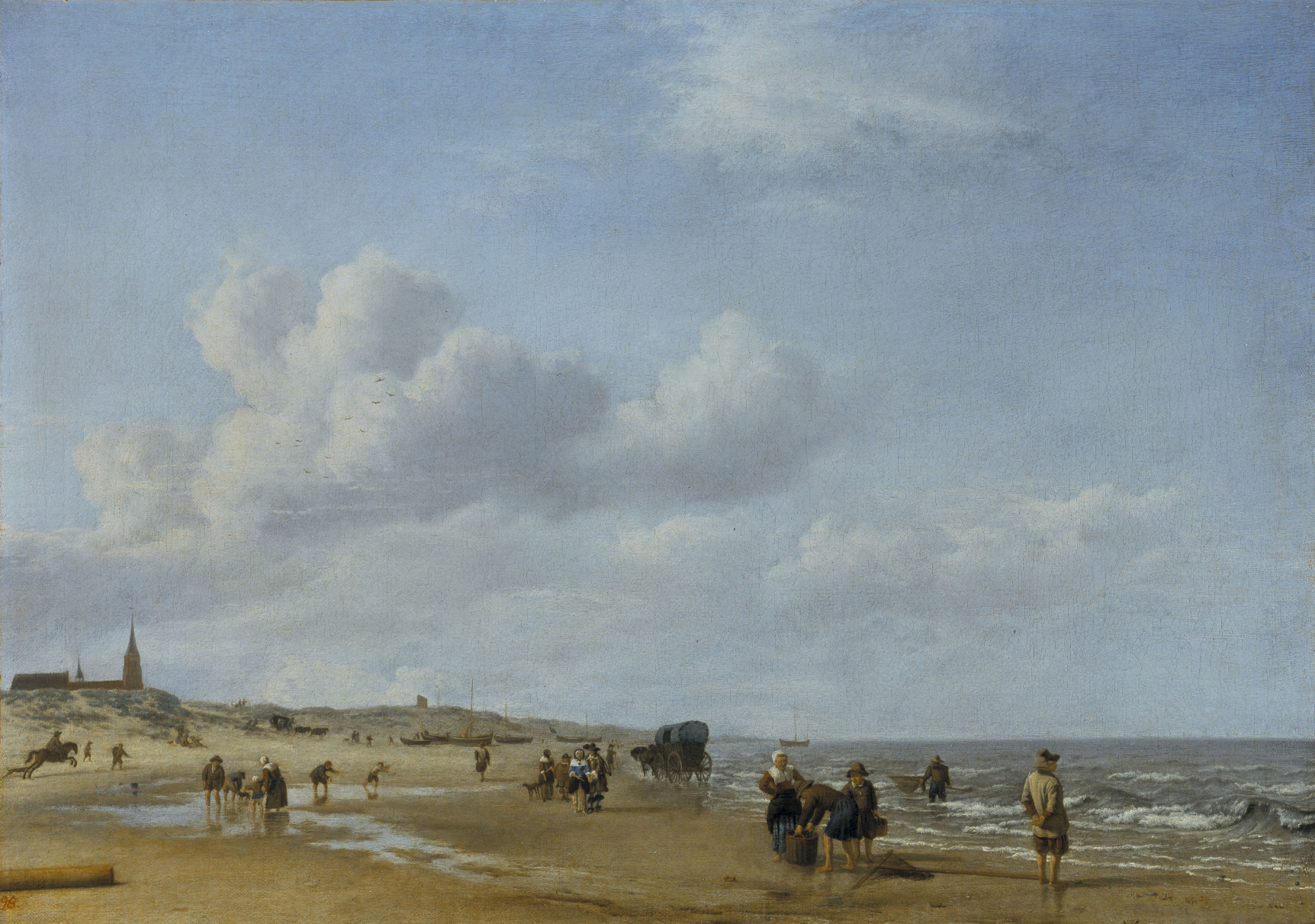
La playa de Scheveningen, 1658, óleo sobre lienzo, Staatliche Museen, Kassel.

Adriaen van de Velde (Ámsterdam, 1636-1672) fue un pintor holandés, especializado en la pintura de paisaje y animales.
Hijo de Willem van de Velde el Viejo y hermano de Willem van de Velde el Joven fue bautizado el 30 de noviembre de 1636.
Adriaen no quería ser un pintor de marinas como su hermano, de modo que realizó su aprendizaje en el taller de Jan Wijnants, pintor de paisajes. Allí entró en contacto con Philip Wouwerman, quien parece que lo ayudó en sus estudios de animales y ejerció una poderosa influencia en su estilo. Sus progresos fueron excepcionalmente rápidos, y fue empleado por su maestro para la realización de las figuras incluidas en sus composiciones de paisaje. El mismo empleo tuvo con Meindert Hobbema, Jacob Ruysdael, Adriaen Hendriksz Verboom y otros artistas contemporáneos. Según Arnold Houbraken, murió mientras estaba colaborando con Jan van der Heyden y Frederik de Moucheron, pintando animales para sus obras.
Los temas favoritos para sus propias obras fueron escenas en prados abiertos, con ovejas, vacas y cabras, que ejecutaba con destreza y precisión, colores claros y tonos plateados. Pintó también algunas pequeñas obras con escenas invernales de patinadores y varias obras de tema religioso que le encargó una schuilkerk (iglesia clandestina católica) de Ámsterdam, entre ellas un Descendimiento.
Además de las cerca de doscientas obras catalogadas que se le atribuyen, ejecutó unos veinte grabados, varios de los cuales realizó a la edad de catorce años. Se caracterizan por la delicadeza y rigor del trazo.
Van de Velde residió en Kalverstraat, cerca del Regulierspoort.